# Shinichiro Watanabe
Shinichirō Watanabe (em japonês: 渡辺 信一郎; romaniz.: Watanabe Shin'ichirō; nascido em Quioto, Japão, em 24 de maio de 1965) é um diretor e escritor. Ele é mais conhecido pelos animes Cowboy Bebop, Samurai Champloo, Space Dandy, Zankyou no Terror, Carole & Tuesday e Lazarus. Considerado um autor de animação japonesa pelos críticos de cinema e televisão, a obra de Watanabe é caracterizada pelo uso evocativo da música, temas maduros e pela incorporação de múltiplos gêneros.
Também fez duas animações para a série Animatrix: Era Uma Vez Um Garoto e Uma História de Detetive, além do curta Blade Runner: Black Out 2022.

## Carreira
Após ingressar no estúdio de animação Sunrise, Watanabe trabalhou como assistente de produção e, posteriormente, fez sua estréia profissional como co-diretor da bem sucedida continuação de Macross, Macross Plus. Seu próximo esforço foi no anime para televisão Cowboy Bebop, seguido por um filme em 2001: Knockin' on Heaven's Door. Em 2003, Watanabe dirigiu seu primeiro anime estadunidense: os curtas de animação Kid's Story e A Detective Story, parte da série Animatrix, uma antologia em curtas-metragens animados sobre o universo de The Matrix. Seu próximo trabalho foi no anime para televisão Samurai Champloo, que começou a veicular na Fuji TV no Japão em 19 de maio de 2004. Mais tarde em 2014, Shinichiro dirigiu o anime Zankyou no Terror, com a ajuda do estúdio MAPPA.

## Trabalhos notáveis

### Roteirista/Diretor
- Cowboy Bebop (em japonês: カウボーイビバップ; romaniz.: Kaubōi Bibappu; 1998)
- Cowboy Bebop: Knockin' on Heaven's Door (em japonês: カウボーイビバップ 天国の扉; romaniz.: Kaubōi Bibappu Tengoku no Tobira; 2001)
- Kid's Story (parte de The Animatrix) (2003)
- A Detective Story (parte of The Animatrix) (2003)
- Samurai Champloo (em japonês: サムライチャンプルー; romaniz.: Samurai Chanpurū; 2004)
- Baby Blue (em japonês: ベビーブルー; romaniz.: Bebīburū) parte de Genius Party (em japonês: ジーニアス・パーティ; romaniz.: Jīniasu Pāti; 2007)
- Sakamichi no Apollon (2012)
- Space☆Dandy (em japonês: スペース☆ダンディ; romaniz.: Supēsu Dandi; diretor-chefe, 2014)
- Zankyō no Terror (em japonês: 残響のテロル; romaniz.: Zankyō no Teroru; lit. "Terror em Ressonância"; 2004)
- Carole & Tuesday (em japonês: キャロル&チューズデイ; romaniz.: Kyaroru & Chūzudei; diretor-chefe, 2019)
- Lazarus (em japonês: ラザロ; romaniz.: Razaro; 2025)[1]

### Co-diretor
- Macross Plus (em japonês: マクロスプラス; romaniz.: Makurosu Purasu; 1994)

### Diretor musical
- Mind Game (em japonês: マインド ゲーム; romaniz.: Maindo Gēmu; 2004)

## Características

### Música
Watanabe tem uma visão distinta sobre a importância da trilha sonora nos seus trabalhos, e acredita que a música é a linguagem universal. Cowboy Bebop é amplamente respeitado pelas suas múltiplas camadas de história e profundos personagens, combinado com um clima de despretensão na história em si (fortemente influenciado pela cultura norte-americana, especialmente os movimentos do jazz da década de 1940 e, daí, o "bebop"). Esse estilo é misturado com um fenomenal trabalho da compositora Yoko Kanno, com jazz, blues e funk. Em Samurai Champloo, que se passa no Japão da era Edo, a trilha sonora anacrônica é inspirada fortemente no hip hop e está cheia de sons de vinil com scratches.

### Velocidade e Foco
Os animes de Watanabe são todos estimulantes. Suas histórias fluem muito livremente; uma constante entre calmaria e aceleração, mantendo o espectador fora de equilíbrio e totalmente envolvido. As personagens de Watanabe agem muitas vezes dessa mesma forma. Em Cowboy Bebop, Spike parece quase preguiçoso e desinteressado no que acontece a maior parte do tempo, suas mãos permanecem em seu bolso, ou ele inclina-se contra um muro, ou fumando um cigarro. Mas logo que a ação começa, Spike se move rapidamente e de forma livre, usando tudo que o rodeia a sua vantagem.